# Гобарт (Індіана)
Гобарт (англ. Hobart) — місто (англ. city) в США, в окрузі Лейк штату Індіана. Населення — 29 752 особи (2020).

## Географія
Гобарт розташований за координатами 41°30′49″ пн. ш. 87°16′35″ зх. д. / 41.51361° пн. ш. 87.27639° зх. д. (41.513530, -87.276399).  За даними Бюро перепису населення США в 2010 році місто мало площу 69,17 км², з яких 68,20 км² — суходіл та 0,97 км² — водойми.

## Демографія
Згідно з переписом 2010 року, у місті мешкало 29 059 осіб у 11 650 домогосподарствах у складі 7664 родин. Густота населення становила 420 осіб/км².  Було 12399 помешкань (179/км²).
Расовий склад населення:
| - 85,3 % — білих - 7,0 % — чорних або афроамериканців - 1,0 % — азіатів - 0,4 % — корінних американців - 4,0 % — осіб інших рас |

До двох чи більше рас належало 2,4 %. Частка іспаномовних становила 13,9 % від усіх жителів.
За віковим діапазоном населення розподілялося таким чином: 23,1 % — особи молодші 18 років, 62,5 % — особи у віці 18—64 років, 14,4 % — особи у віці 65 років та старші. Медіана віку мешканця становила 38,0 року. На 100 осіб жіночої статі у місті припадало 94,2 чоловіків;  на 100 жінок у віці від 18 років та старших — 91,5 чоловіків також старших 18 років.
Середній дохід на одне домашнє господарство  становив 66 477 доларів США (медіана — 58 246), а середній дохід на одну сім'ю — 75 705 доларів (медіана — 71 357). Медіана доходів становила 51 930 доларів для чоловіків та 39 075 доларів для жінок. За межею бідності перебувало 10,1 % осіб, у тому числі 14,9 % дітей у віці до 18 років та 8,4 % осіб у віці 65 років та старших.
Цивільне працевлаштоване населення становило 14 403 особи. Основні галузі зайнятості: освіта, охорона здоров'я та соціальна допомога — 23,5 %, виробництво — 18,2 %, роздрібна торгівля — 12,6 %, науковці, спеціалісти, менеджери — 9,2 %.